# 翟真
翟真（？—385年），十六國時期丁零部落首領之一，是前任首領翟斌侄兒。

## 生平
384年，依附後燕的翟斌隨後燕軍攻鄴城（今河北臨漳縣西），久攻不下，始有貳心，遂叛後燕，與前秦軍密謀，然而事洩被殺。翟真當時率部眾北走邯鄲（今河北邯鄲市），接著再次回鄴城，想與城內前秦軍隊聯手進攻圍城的後燕軍。但終為後燕軍所敗，被逼退還邯鄲。不久，翟真再由邯鄲北走，後燕將慕容楷及慕容農率兵追擊，並在下邑作戰。翟真擊破燕軍，並走至中山（今河北定州市）附近的承營。翟真在當地與劉庫仁將公孫希及前秦幽州刺史王永互相呼應，仍據守鄴城的苻丕亦派人與翟真聯結，並派了邵興在冀州諸郡招集兵眾支持。不過在後燕的軍事行動穩定冀州及劉庫仁因內亂被殺後，前秦力量又轉衰。
次年（385年），後燕進攻翟真，將領慕容麟及慕容農先率數千騎到承營視察，翟真於是陳兵在外。但慕容農看準翟真懦弱，隨後就派慕容國率數百騎衝來，翟真就是撤還，部眾因爭相返回城中而互相踐踏，傷亡慘重，承營外城因而失陷。不久，翟真就決定遷至行唐（今河北石家莊行唐縣），但被司馬鮮于乞所殺，翟氏族人亦遭殺害。軍人當時就殺了鮮于乞，立了翟真堂弟翟成為主，不過部眾大多都向後燕歸降。
| 前任： 叔翟斌 | 十六國時期丁零部落首領 384年—385年 | 繼任： 堂弟翟成 |